# トゥアパ
トゥアパ(Tuapa)は、ニウエの14の村のひとつである。ツアパとも表記される。

## 人口
2011年の調査では、人口は97人(男53人、女44人)である。これはニウエ全体の人口の6.0%となる。

## 地理
ニウエ島の北西部にあり、ヒオビーチというビーチがある。面積は、12.54km2である。

## 交通
東海岸道路が南北に縦断している。